# Vernon Downs
Vernon Downs är en travbana i Vernon i New York i USA. Banan öppnades 1953, och banovalen mäter 7/8 mile, cirka 1400 meter. Sedan 2002 finns även kasino och hotell i anslutning till banan.

## Historia
Vernon Downs öppnade 1953 nära Syracuse, New York, och blev snart ansedd som en av de mer populära travbanorna i landet. 1955 sprang hästen Adios Harry den så kallade mirakelmilen (eng. miracle mile) på tiden 1:55, ett rekord som stod sig i 18 år.
2001, innan tillbyggnaden av kasinot, hade antalet besökare sjunkit till mindre än 1 000 personer under en tävlingsdag, från en högsta notering på 4 000 personer. Från rekordhöga noteringen på 162 tävlingsdagar, arrangeras endast sedan 2018 endast 70 st. Travsäsongen håller på från april till november, men kasinot är öppet året om.
På banan har även konserter arrangerats, bland annat de årliga K-Rockathon konserterna. Även många större band har spelat på banan, exempelvis Phish.